# ディ・ヴェルト
ディ・ヴェルト
- （Die Welt） - 1897年創刊の、テオドール・ヘルツルによるシオニズム運動の機関誌。出版社や出版拠点国を変えながら1914年まで発行を続けた。Die Welt (Zionismus)参照。
- （Die Welt） - 1946年からドイツで発行されている新聞。本項で記述する。

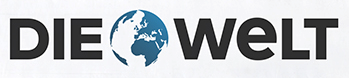

ディ・ヴェルト（ドイツ語: Die Welt）は、アクセル・シュプリンガー社により発行されているドイツの一般的な日刊新聞である。「ヴェルト」はドイツ語で「世界」を意味する。ディ・ウェルトとも表記する。1946年ハンブルクでイギリス占領軍により創刊され、政治的には中道右派の立場をとっているが、新聞社自身は「リベラル・世界市民的」としている。読売新聞と提携している。

## 概要
ディ・ヴェルトの平均的な販売部数は、凡そ88,079部で、130ヵ国以上の国々で購読することが出来る。日刊での地域版は、ベルリンとハンブルクで出されている。2002年には、実験的にバイエルン版が出されたことがある。日刊で地域別刷りが添付されているのは、ブレーメン版である。中心となる編集部は、ベルリンにあり、ベルリナー・モルゲンポストと提携関係にある。同紙は主要な記事を整理要約したディ・ヴェルト・コンパクトというタイトルの48ページ程度のタブロイド版を出している。
ディ・ヴェルトは、アクセル・シュブリンガーの高級紙市場の中でいわゆるもっとも重要な主力商品といってもいい。ライバルは、フランクフルター・アルゲマイネ・ツァイトゥング、南ドイツ新聞、とフランクフルター・ルントシャウである。経営的には、長期にわたり低落傾向にあることは否めない。また一般的に高級紙とみられており、その記事は日本国内その他世界の報道関係機関に引用されることもあるが、その記事内容などについてはドイツ国内の学識者、上階層には決して評判が良いというわけではない。南ドイツ新聞やフランクフルター・アルゲマイネ・ツァイトゥングと比べると記事内容が落ちるとの認識である。なお、西ドイツの新聞王であったアクセル・シュプリンガーが創業したアクセル・シュプリンガー株式会社は、ドイツ国内最大のタブロイドであるビルトも発刊している。
ディ・ヴェルトは、イギリスのデイリー・テレグラフ、フランスのフィガロ、そしてスペインのアーベーセーと共にヨーロッパ日刊新聞連盟の創立メンバーの一員でもある。新聞は、日曜には発行されないが、その代わりに、 ヴェルト・アム・ゾンタークというかなり分厚い特集記事中心のものを出している。

## ヴェルト文学賞
1999年にジャーナリストのWilly Haasを記念して創設。賞金は1万ユーロ。
- 1999: ベルンハルト・シュリンク
- 2000: ケルテース・イムレ
- 2001: パット・バーカー
- 2002: Leon de Winter
- 2003: ジェフリー・ユージェニデス
- 2004: アモス・オズ
- 2005: ヤスミナ・レザ
- 2006: リュトガー・ザフランスキー
- 2007: ダニエル・ケールマン
- 2008: Hans Keilson
- 2009: フィリップ・ロス
- 2010: クロード・ランズマン
- 2011: Albert Ostermaier
- 2012: Zeruya Shalev
- 2013: Jonathan Franzen
- 2014: 村上春樹
- 2015: カール・オーヴェ・クナウスゴール
- 2016: ゼイディー・スミス
- 2018: Virginie Despentes
- 2019: サルマン・ラシュディ